# Hells Gate Rapids
Die Hells Gate Rapids sind Stromschnellen des Waioeka River in der Region Bay of Plenty auf der Nordinsel Neuseelands. Im Ortsteil Oponae der Ortschaft Waioeka im Opotiki District liegen sie unmittelbar stromabwärts der Einmündung des Waiata Stream.
Der New Zealand State Highway 2 führt an den Stromschnellen vorbei, die jedoch wegen der umgebenden Vegetation nur erschwert einzusehen sind.